# جنتیله دا فابریانو

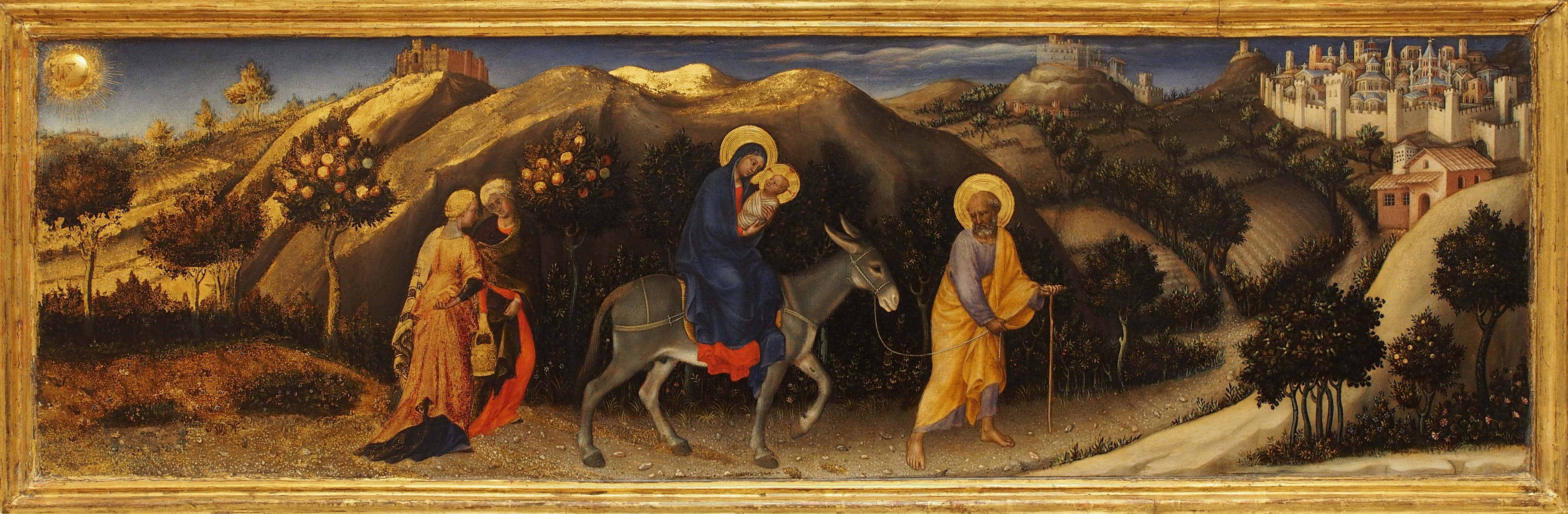
فرار به مصر نام اثری است از جنتیله دا فابریانو به‌سال ۱۴۲۳ میلادی که داستان فرار به مصر در انجیل مَتّی را به تصویر کشیده‌است. این اثر اکنون در گالری اوفیتزی نگه‌داری می‌شود.

جنتیله دا فابریانو (ایتالیایی: Gentile da Fabriano; ح. ۱۳۷۰ – ۱۴۲۷ (سن ۵۷)) یک نقاش ایتالیایی بود، که برای فعالیتش در سبک گوتیک بین‌المللی شناخته می‌شود.